# Mira van Daelen
Mira van Daelen (3 de septiembre de 1976) es una deportista alemana que compitió en remo. Su hermana gemela Sonja compitió en el mismo deporte.
Ganó una medalla de plata en el Campeonato Mundial de Remo de 1999, en la prueba de cuatro sin timonel.

## Palmarés internacional
| Campeonato Mundial | Campeonato Mundial      | Campeonato Mundial | Campeonato Mundial |
| Año                | Lugar                   | Medalla            | Prueba             |
| ------------------ | ----------------------- | ------------------ | ------------------ |
| 1999               | St. Catharines (Canadá) | Medalla de plata   | Cuatro sin timonel |